# 다이어트 펩시
다이어트 펩시(영어: Diet Pepsi)는 일부 국가에서 펩시 라이트(Pepsi Light)라고도 불리며, 펩시코에서 생산하는 다이어트 탄산 콜라 청량음료로, 1964년에 무설탕 펩시 변형으로 출시되었다. 1963년 파티오 다이어트 콜라라는 이름으로 처음 시험 판매되었고, 이듬해 다이어트 펩시로 이름을 바꾸어 미국에서 전국적으로 유통된 최초의 다이어트 콜라가 되었다. 1960년대와 1970년대에는 코카콜라 컴퍼니의 후속으로 단종된 탭과 경쟁했다. 미국은 다이어트 펩시의 가장 큰 단일 시장이다.

## 역사
다이어트 펩시는 원래 1963년에 파티오라는 이름으로 미국에서 시험 판매되었다. 베이비 부머 세대의 식습관과 선호도 변화에 따른 긍정적인 반응에 힘입어, 이 음료는 이듬해 다이어트 펩시라는 이름으로 전국적으로 출시되었다. 이는 미국에서 전국적으로 유통된 최초의 다이어트 콜라가 되었다. 1983년에는 영국으로 유통이 확대되었고, 그곳에서는 펩시 다이어트라고도 불린다.
이후 유통은 전 세계 다른 국가로 확대되었지만, 특정 국가에서는 다른 이름이 사용된다. 이탈리아, 체코, 폴란드, 아르헨티나, 스페인, 그리스, 튀르키예, 러시아, 우크라이나, 그리고 브라질에서는 이 음료는 펩시 라이트로 알려져 있다.
다이어트 펩시는 1960년대와 1970년대에 주로 코카콜라 컴퍼니의 탭과 경쟁했다. 그러나 코카콜라 컴퍼니는 1982년에 다이어트 코크를 출시했고, 이후 다이어트 코크가 다이어트 펩시의 주요 경쟁 제품이 되었다. 2010년 기준으로 다이어트 펩시는 미국 내 모든 탄산음료 판매량의 5.3%를 차지했으며, 판매량 기준 7위 소프트 드링크 브랜드로 평가받았다. 같은 해 다이어트 코크는 9.9%의 시장 점유율을 기록했다.
2012년 12월, AP 기사는 다이어트 펩시가 2013년 1월로 예정된 대규모 브랜드 변경을 앞두고 감미료를 수크랄로스로 변경하고 있다고 보도했다. 2015년에는 페이스북과 트위터에서 일부 사람들이 새로운 배합에 대한 불만을 표현했다. 이에 펩시는 2016년 9월 미국 시장을 위해 "다이어트 펩시 클래식 스위트너 블렌드"로 아스파탐 배합을 다시 도입하여 새로운 배합과 함께 판매했다. 펩시코는 나중에 다이어트 펩시의 감미료를 수크랄로스에서 아스파탐으로 되돌릴 계획을 발표했다. 새로운 배합은 2018년 2월 25일에 시장에 출시되었다.

## 맛의 변형
수년에 걸쳐 다이어트 펩시의 추가적인 변형이 출시되었는데, 여기에는 다른 맛(예: 와일드 체리, 바닐라, 레몬, 라임)이 콜라에 추가되었다. 카페인이 없는 다이어트 펩시 버전도 생산된다. 호주에서는 이 변형을 펩시 라이트 카페인 프리라고 부르며 금색 라벨이 붙어 있다. 1.25리터 병으로만 판매되며, 성분은 탄산수, 캐러멜 색소, 인산, 아스파탐, 안식향산나트륨, 아세설팜 칼륨, 향료 (천연), 구연산으로 기재되어 있다. 다이어트 펩시 맛 변형의 가용성과 브랜드 식별은 국가마다 다르다. 다이어트 펩시 외에도 펩시코는 국가에 따라 저칼로리 콜라인 펩시 맥스와 펩시 제로 슈거를 생산한다.

## 구성
미국에서 다이어트 펩시는 0칼로리 제품으로 판매되는데, 이는 FDA 지침에 따라 1회 제공량당 5칼로리 미만인 제품을 "0칼로리"로 분류하기 때문이다.
다이어트 펩시는 전 세계적으로 저칼로리 또는 무칼로리 음료로 알려져 있지만, 그 구성 성분은 원산지에 따라 다소 차이가 있다. 미국에서는 "탄산수, 카라멜 색소, 아스파탐, 인산, 벤조산칼륨(신선도 유지), 카페인, 구연산, 천연 향료, 아세설팜 칼륨; 페닐케톤뇨증 환자: 페닐알라닌 함유"로 기재되어 있다. 캐나다에서는 성분 목록이 "탄산수, 캐러멜 색소, 인산, 아스파탐(124 mg/355 ml, 페닐알라닌 함유), 벤조산나트륨, 카페인, 향료, 아세설팜 칼륨(32 mg/355ml), 구연산, 디메틸폴리실록산"으로 되어 있다. 영국에서는 다이어트 펩시의 성분이 "탄산수, 색소(카라멜 E150d), 향료(카페인 포함), 인산, 감미료(아스파탐, 아세설팜 K), 산도 조절제(구연산나트륨), 보존료(벤조산나트륨), 구연산, 페닐알라닌 공급원 함유"로 기재되어 있다.
다이어트 펩시의 초기 배합은 인공 감미료 사카린으로 단맛을 냈으나, 1970년대에 사카린에 대한 우려가 제기되면서 1983년 누트라 스위트라는 브랜드로 판매되는 아스파탐으로 감미료를 변경했다. 아스파탐은 논란의 대상이 되어왔는데, 특히 1996년 60분에서 아스파탐이 인간의 뇌종양 발병과 관련이 있을 수 있다는 우려를 보도한 이후 더욱 그러했다. 아스파탐 비평가들은 아스파탐 섭취와 관련하여 수많은 건강상의 위험이 있을 수 있다고 우려를 표명했지만, 동료 심사를 거친 종합 검토 논문과 정부 규제 기관의 독립적인 검토는 아스파탐의 안전성에 대해 발표된 연구를 분석했으며 현재 수준에서는 섭취가 안전하다고 설명했다. 아스파탐은 각국의 규제 기관, 즉 미국 식품의약국 (FDA), 영국 식품 기준청, 유럽 식품안전청 (EFSA) 및 헬스 캐나다에 의해 인체 섭취에 안전한 것으로 간주되었다.

## 포장 및 로고

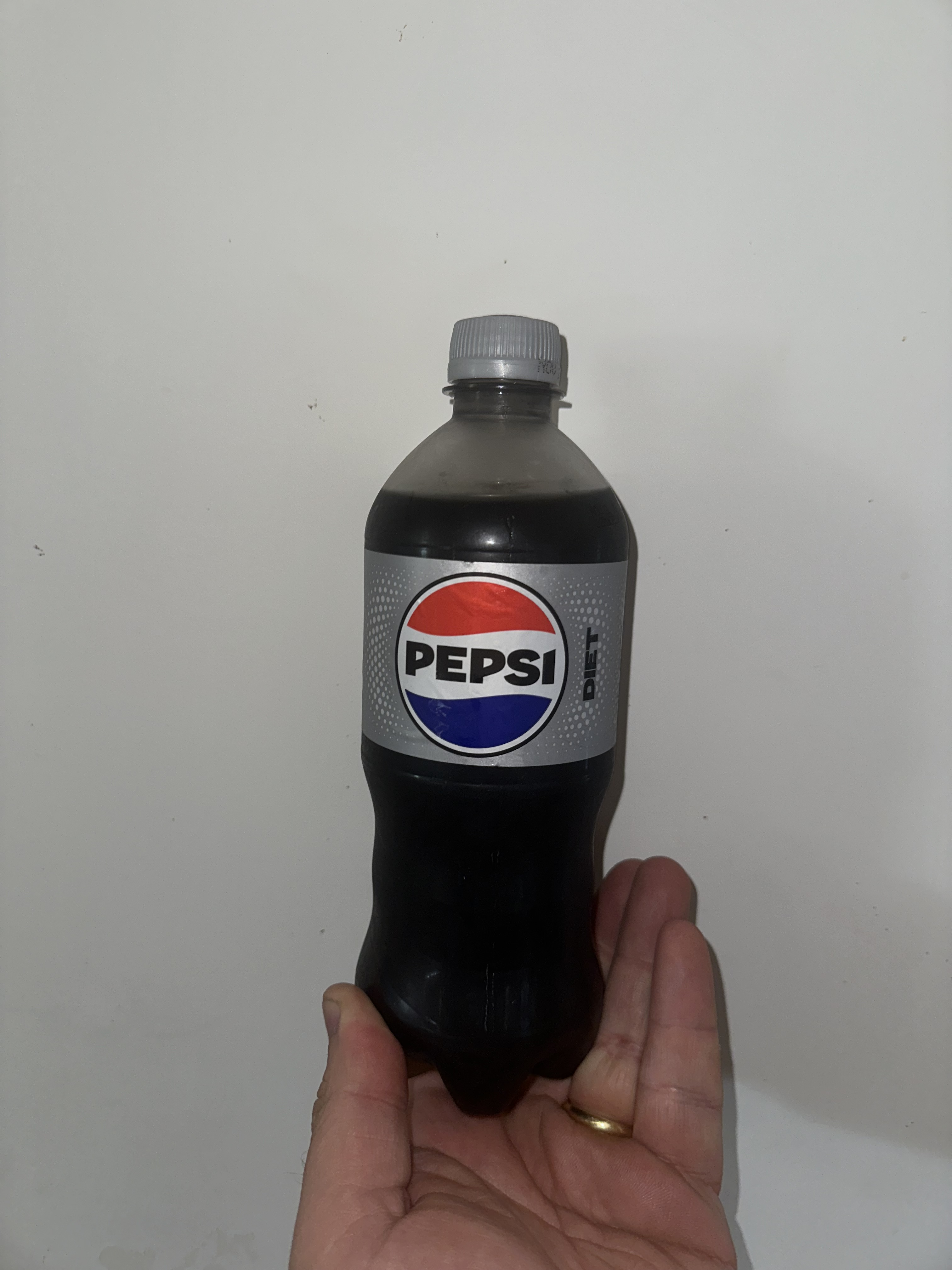
2023년에 도입된 로고가 있는 미국 다이어트 펩시 병

2023년 리브랜딩 이전에 사용된 로고. 이 로고는 2008년에 처음 도입되었으며, 여기서는 2014년 버전이 표시되어 있다.

1964년 처음 출시되었을 때 다이어트 펩시는 유리병에 포장되었으며 캔 형태로도 판매되었다. 1994년 다이어트 펩시는 각 캔과 병에 "신선도 날짜"를 표기한 최초의 제품이 되었고, 이는 이후 포장 식품 및 음료 산업의 광범위한 표준이 되었다. 2020년 현재, 이 제품은 플라스틱 병, 캔, 유리병으로 유통되며, 레스토랑이나 편의점과 같은 소매점에서 소다 분수대를 통해서도 판매된다.
다이어트 펩시의 포장 및 광고에 사용된 로고는 초기 버전 이후 여러 차례 변경되었다. 2008년 10월, 펩시코는 로고를 재디자인하고 다이어트 펩시를 포함한 많은 제품을 리브랜딩할 것이라고 발표했다. 이 시기에 브랜드의 파란색과 빨간색 펩시 글로브 로고는 제품에 따라 흰색 중앙 띠가 다른 각도로 휘어진 "미소" 시리즈가 되었다. 다이어트 펩시의 경우 로고는 작은 "미소"로 구성되었다. 2010년 중반부터 모든 펩시 제품(일반 및 다이어트)은 원래의 "미소" 로고를 사용하기 시작했다.
클래식 스위트너 블렌드(Classic Sweetener Blend)는 2003-2006년 워드마크와 "스마일" 로고를 사용했으며, 최신 배합의 은색 라벨과 달리 연한 파란색 라벨 배경을 사용했다. 2017년 중반까지 클래식 스위트너 블렌드 패키지는 2003년 워드마크를 사용하지 않고 현대화된 워드마크를 사용하기 시작했다. 일반 버전의 주 감미료로 아스파탐이 복원되면서 대체 라벨은 사라졌고, 패키지에는 뉴코크가 비난을 받았을 때 1985년부터 2009년까지 사용되었던 "코카콜라 클래식" 제목과 매우 유사한 "클래식 다이어트 펩시 맛"이라는 제목이 붙었다.

## 광고 및 홍보

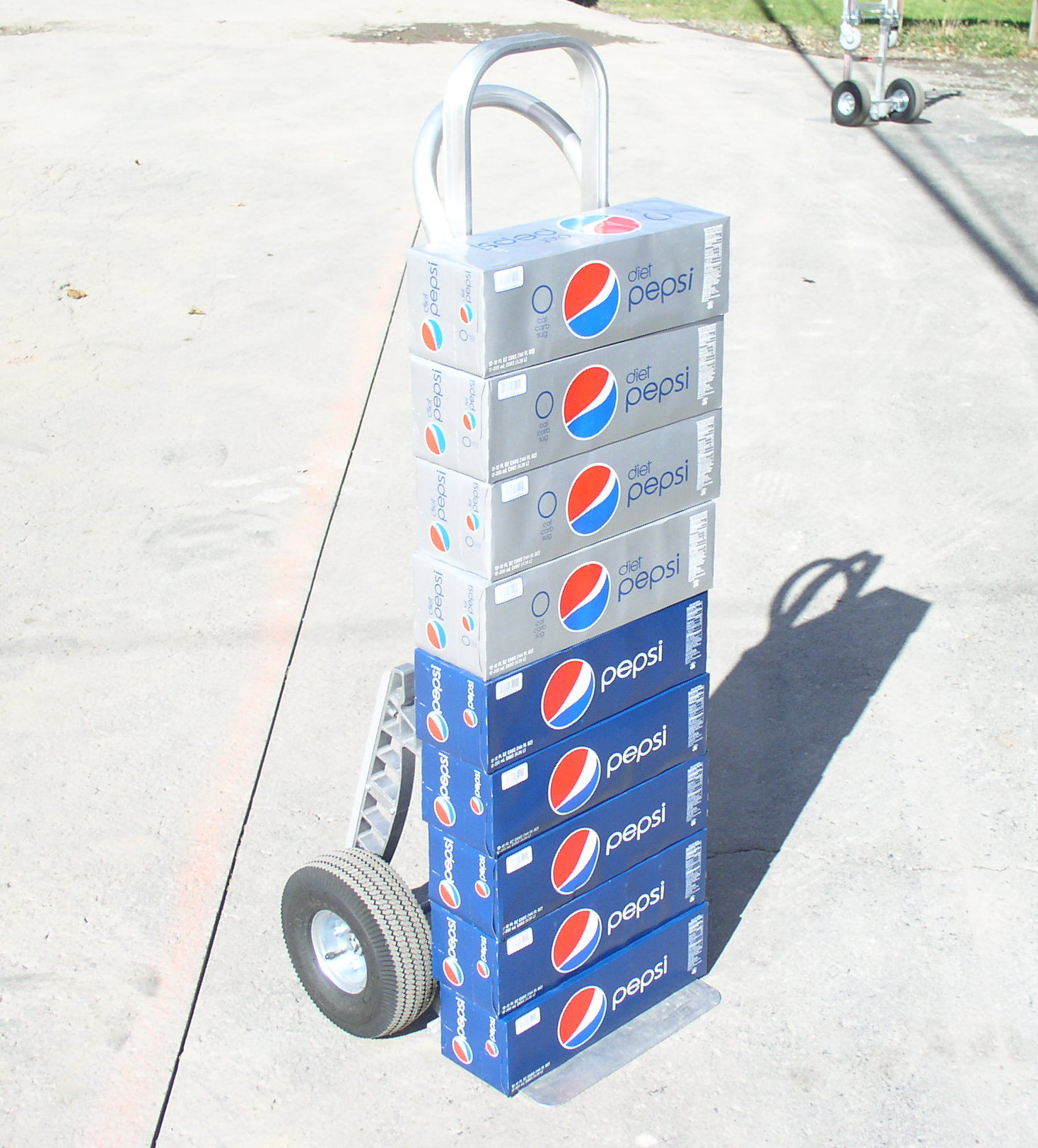
핸드트럭에 실린 12캔짜리 펩시와 다이어트 펩시 팩

다이어트 펩시는 처음에는 펩시와 함께 광고되었지만, 1960년대 후반부터는 독립적으로 홍보되기 시작했다. 다이어트 펩시를 단독 제품으로 내세운 첫 텔레비전 광고는 "걸워처스(Girlwatchers)"였는데, 이 음료의 미용적 측면에 초점을 맞췄다. 이 광고의 뮤지컬 징글은 인기를 얻어 결국 녹음되어 라디오에서 재생되었고, 나중에는 톱 40 히트곡이 되기도 했다.
다이어트 펩시가 처음 출시된 이래로 음악가, 프로 운동선수, 배우들이 다이어트 펩시 홍보에 큰 비중을 차지해 왔다. 1985년 제19회 슈퍼볼 직후, 경기의 각 쿼터백인 조 몬태나 (샌프란시스코 포티나이너스)와 댄 마리노 (마이애미 돌핀스)는 축구 경기장으로 보이는 복도에서 만났다. 우승팀 49ers의 몬태나가 마리노에게 다이어트 펩시를 사주고, 마리노는 다음번에 자기가 음료를 사겠다고 약속한다. 같은 해 다이어트 펩시 광고에는 미국에서 여성 최초로 부통령 후보로 출마한 제럴딘 페라로가 출연했다. 1987년 장편 영화 탑건이 가정용 비디오 카세트로 출시되었을 때, 펩시가 비용을 지불한 텔레비전 광고(탑건 조종사가 다이어트 펩시 병을 들고 거꾸로 비행하는 내용)를 통해 홍보되었다. 그 대가로 영화 제작 스튜디오인 파라마운트 픽처스는 모든 탑건 VHS 테이프에 60초짜리 다이어트 펩시 광고를 포함시켰다. 그 결과로 이루어진 교차 홍보는 최초의 사례였으며, 비디오 카세트 판매 기록을 세운 후 로스앤젤레스 타임스는 이를 "추세의 시작"이라고 묘사했다.
1980년대 후반, 마이클 J. 폭스는 다이어트 펩시 광고에 출연했으며, 그 중에는 그가 자신을 로봇 복제 인간으로 만드는 기억에 남는 광고도 있었다. 그 광고에서 폭스의 여자친구(로리 로클린 역)가 나타나 실수로 문으로 폭스를 쳐서 그가 지하실로 떨어지게 된다. 여자친구는 로봇 복제 인간과 데이트를 하고 진짜 폭스는 갇혀 있게 된다.
1990년대 초반에는 R&B 가수 레이 찰스가 당시 브랜드의 슬로건인 "You got the right one, baby!"를 특징으로 하는 다이어트 펩시 광고 시리즈에 출연했다. 슈퍼모델 신디 크로퍼드 또한 이 시기부터 다이어트 펩시 브랜드의 반복적인 유명인사 홍보대사가 되었는데, 1991년 뜨거운 여름날 자동 판매기에서 음료 캔을 구입하는 텔레비전 광고로 시작되었다. 신디 크로퍼드는 2002년에도 다이어트 펩시의 새로운 포장 디자인을 소개하기 위해 다시 출연했고, 2005년에는 제39회 슈퍼볼에서 첫 선을 보인 "가볍고, 상쾌하고, 청량한" 슬로건을 홍보하기 위해 또다시 출연했다. 2005년과 2006년에 음반 아티스트 그웬 스테파니는 다이어트 펩시 병뚜껑 아래에 인쇄된 코드를 애플의 아이튠즈 스토어에서 음악 다운로드로 교환할 수 있는 캠페인과 관련된 광고에 출연했다.

## 같이 보기
- 콜라 전쟁
- 시트러스 블라스트
- 다이어트 코크